# جورج شو (لاعب كرة قدم أمريكية)
جورج شو (بالإنجليزية: George Shaw)‏ هو لاعب كرة قدم أمريكية أمريكي، ولد في 25 يوليو 1933 في بورتلاند في الولايات المتحدة، وتوفي بنفس المكان في 3 يناير 1998.

## وصلات خارجية
- جورج شو على موقع مرجع كرة القدم المحترفة.كوم (الإنجليزية)
- جورج شو على موقع كلية كرة القدم في سبورتس رفرنس.كوم (الإنجليزية)